# Ocydromus genei genei
Ocydromus genei genei é uma subespécie de insetos coleópteros pertencente à família Carabidae.
A autoridade científica da subespécie é Kuster, tendo sido descrita no ano de 1847.
Trata-se de uma subespécie presente no território português.